# پل بزرگمهر
پل بزرگمهر  پل مخصوص عبور عابر پیاده و وسایل نقلیه سبک و سنگین است که در سال ۱۳۵۰ بر روی رودخانه زاینده رود در اصفهان ساخته شده‌است و بیش از ۵۰ سال قدمت دارد. پل بزرگمهر یکبار در سال ۱۳۹۲ تعریض شده‌است. این پل حدفاصل پل خواجو و پل غدیر قرار گرفته‌است. میدان بزرگمهر - خیابان بزرگمهر - خیابان مشتاق اول خیابان مشتاق دوم (سلمان فارسی) راه ارتباطی این پل در شمال و در جنوب چهارراه آبشار - خیابان آبشار اول و دوم و خیابان امام سجاد است. 
باغ گلهای اصفهان در سمت شمال شرقی این پل و خانه هنرمندان اصفهان در سمت جنوب غربی این پل واقع شده‌اند. همچنین اتوبوس‌های خط ۱ و ۲ تندرو شهر اصفهان از این پل می‌گذرند. 
ساختمان شورای اسلامی شهر اصفهان در نزدیکی شمال این پل واقع شده‌است.